# Stadt Derenburg
Stadt Derenburg ist ein Ortsteil der Stadt Blankenburg (Harz) im Landkreis Harz in Sachsen-Anhalt.

## Geografie

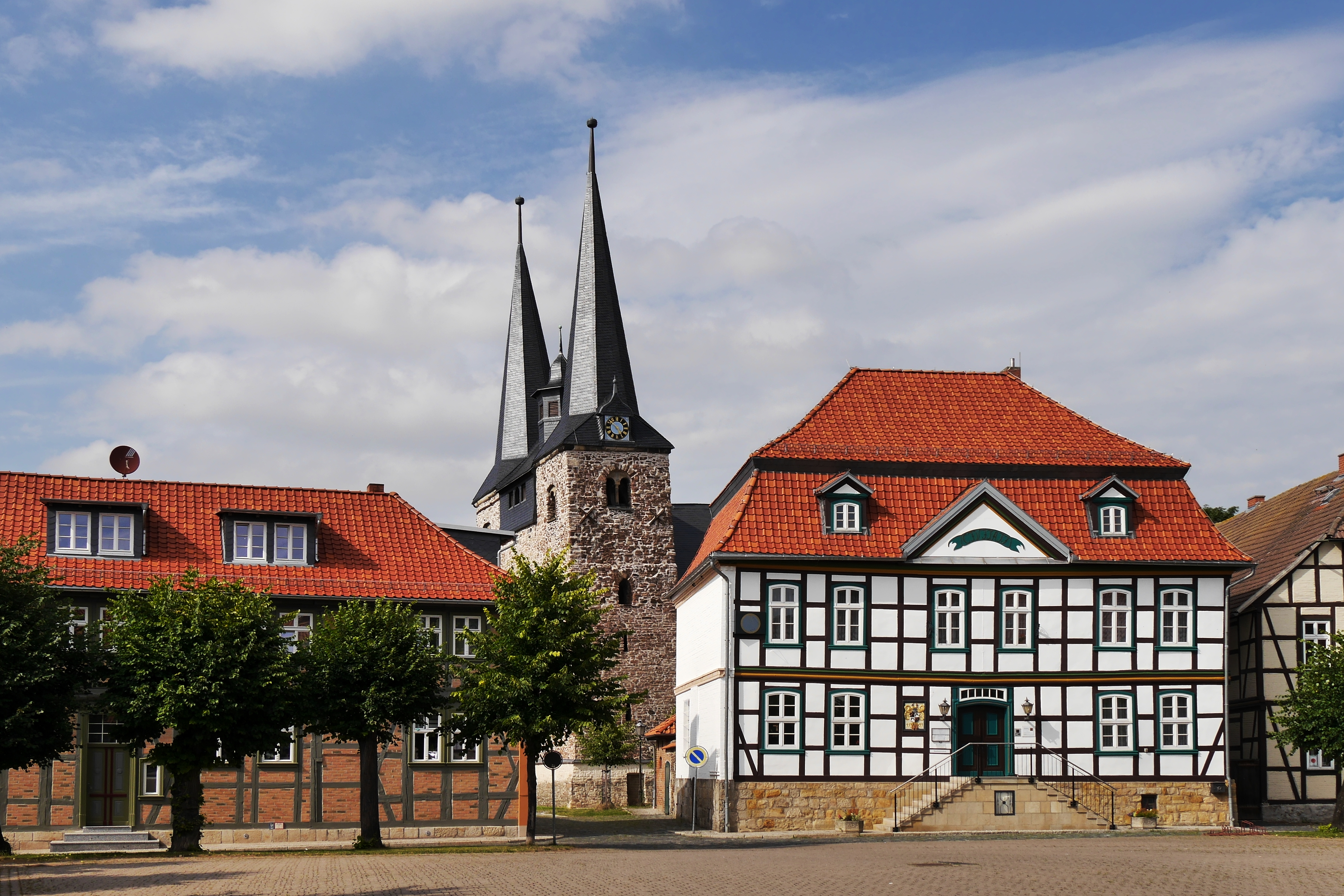
Marktplatz Derenburg

Derenburg liegt etwa 157 m ü. NN im nordöstlichen Teil des noch hügeligen Harzvorlandes. Von Südwesten nach Nordosten durchfließt die Holtemme das Ortsgebiet. Der Stadtteil gehört zu Blankenburg (Harz) und hat 2444 Einwohner. Etwa ein Kilometer südlich von Derenburg beginnt der Derenburger Forst. Dieses Waldgebiet hat einen sehr abwechslungsreichen Bestand an Kiefern, Fichten, Eichen und Buchen und damit einen hohen Erholungswert.

## Geschichte

### Frühgeschichte
Bei archäologischen Grabungen auf dem Gräberfeld von Derenburg, am Rande der Stadt sind bedeutende Funde zu Tage gefördert worden. Dabei handelt es sich unter anderem um komplett erhaltene Skelette, Keramikgefäße, Schmuckstücke aus Muscheln, Glas und Bernstein und ein kleines Goldmedaillon.

### 900 bis 1500
Gegründet wurde der Ort durch Heinrich I., jedoch ist die erste urkundliche Erwähnung vom 11. Oktober 937 bekannt, als sich Otto I. im zweiten Regierungsjahr befand und in Taremburch aufhielt. Die von Otto III., wegen seines Umzugs nach Italien als Reichsverweserin eingesetzte Äbtissin Mathilde von Quedlinburg hielt 993 in Derenburg einen Reichstag ab. Die ottonischen Kaiser hielten sich häufig in der Derenburger Pfalz auf. Im Jahr 1009 überließ Heinrich II. der Äbtissin Sophie von Gandersheim den Ort Derenburg, die ihn 1014 dem Marienkloster schenkte. Damit verlor der Ort an politischer Bedeutung. Das Stift Gandersheim belehnte in der Folgezeit unter anderem die Grafen von Regenstein mit der Herrschaft Derenburg. Hierdurch war die Geschichte Derenburgs über Jahrhunderte mit der des Regensteins und seiner Grafen verbunden.
Im 14. Jahrhundert geriet die Stadt in die Machtkämpfe zwischen den Grafen von Regenstein und den Halberstädter Bischöfen, welches zur Folge hatte, dass die unter der Herrschaft Derenburg gehörenden umliegenden Dörfer ausgeraubt und geplündert wurden. Das Derenburger Schloss wurde schon 1126 durch den Pfalzgrafen Friedrich II. von Sommerschenburg zerstört. Die Stadtmauer entstand im 13. Jahrhundert. Doch auch sie konnte nicht verhindern, dass Derenburg im Dreißigjährigen Krieg verwüstet wurde.

### 1500 bis 1900

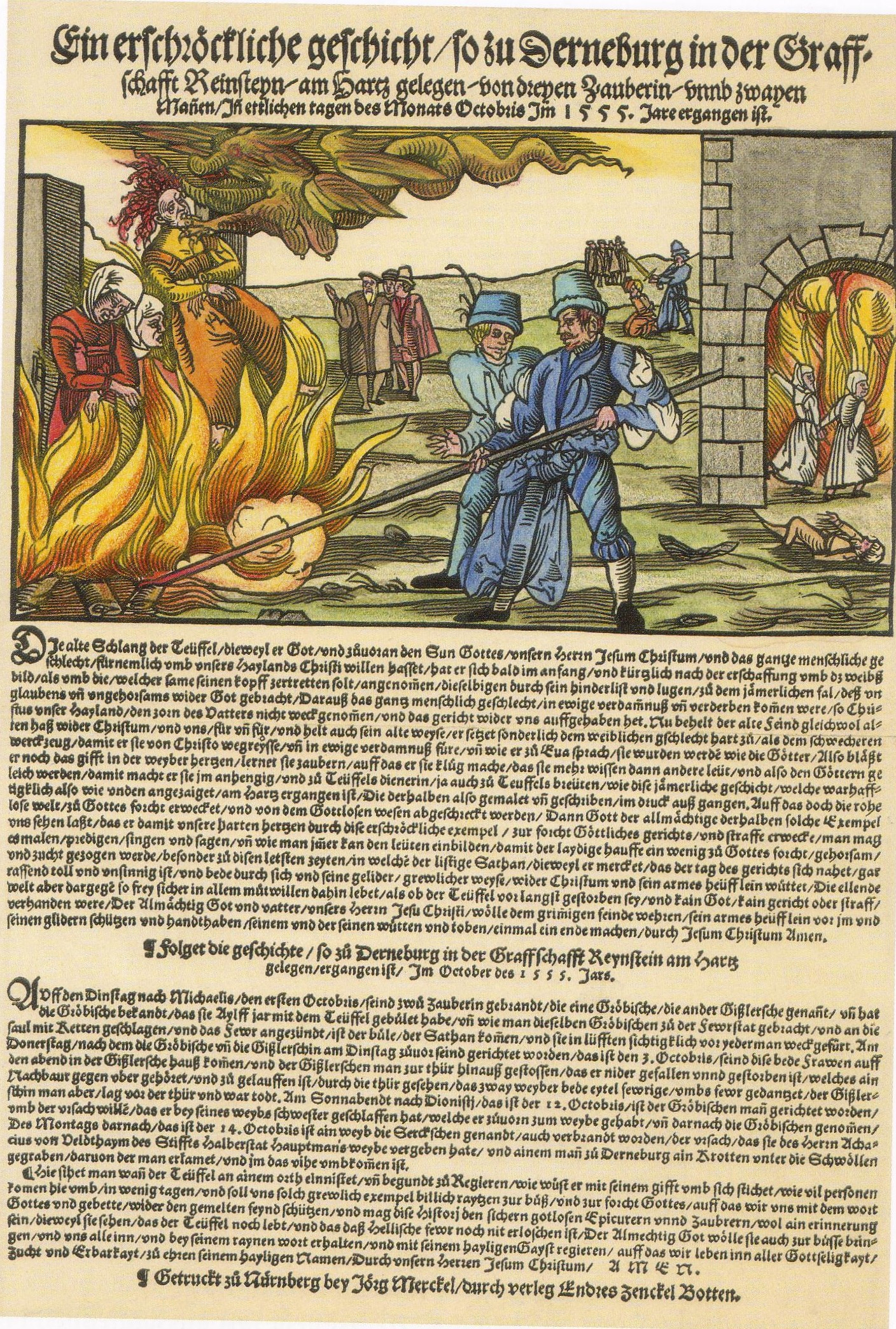
Hexenverbrennung, Zeitung von 1555

Ein zeitgenössischer Einblattholzschnitt berichtet über eine Hexenverbrennung in Derenburg aus dem Jahre 1555.
Im Jahr 1623 plünderten 6000 Reiter und Landsknechte den Ort unter der Führung von Feldobrist Graf Schlick. Große Teile der Stadt gerieten dabei in Brand. 1677 zerstörte ein Großfeuer erneut 110 Gebäude und die Kirchtürme. 1701 löste der Preußenkönig die Herrschaft Derenburgs wieder ein und stationierte Truppen in der Stadt. Er ließ das Schloss Derenburg abbrechen und aus dem Baumaterial das Arbeits- und Waisenhaus in Halberstadt errichten. Um 1720 fand vermutlich die letzte Hexenverbrennung auf dem Richteberg statt. 1757 besetzten während des Siebenjährigen Krieges französische Truppen den Ort. 1764 brannte das alte Rathaus nieder, welches 1789 neu aufgebaut wurde und noch heute als Sitz des gemeinsamen Verwaltungsamtes genutzt wird. Im Napoleonischen Krieg wurde die Stadt 1806 von den Franzosen besetzt und gehörte fortan zum Königreich Westphalen.
1879 wurde die Zuckerfabrik errichtet, trotzdem ging die Industrialisierung an der Stadt vorüber. 1880 wurde Derenburg mit Langenstein an die Eisenbahn angeschlossen, ein weiterer Ausbau war zwar in Planung, scheiterte aber, da die einstigen Ratsherren die Bedeutung der Bahn verkannten und andererseits am Widerstand der ehemaligen Landeigentümer.

### 1900 bis 2000
Im Jahre 1907 wurde eine Elektrizitätsgenossenschaft gegründet, wodurch Derenburg eine Vorreiterrolle bei der Elektrifizierung übernahm. Die Stromerzeugung erfolgte in der Petersmühle, dem heutigen Glaswerk. Insgesamt wurden 47 Ortschaften mit Strom versorgt. Das Überlandwerk Derenburg als Netzbetrieb der Landelektrizität G.m.b.H. zu Halle (Saale) arbeitete bis Ende der 1940er Jahre und hatte wesentlichen Einfluss auf die Entwicklung der Stadt zu jener Zeit. 1920 wurden in der Stadt zwei Theatervereine gegründet, welche sich jedoch nach zahlreichen Aufführungen 10 Jahre später wieder trennten. 1937 feierte Derenburg sein 1000-jähriges Bestehen. Am 11. April 1945 besetzen amerikanische Truppen die Stadt. Zum 1. Juni 1945 übernahmen englische Truppen das Kommando über Derenburg. Noch einmal wechselten die Besatzungstruppen in der Stadt, am 1. Juli 1945 rückten sowjetische Truppen ein. Damit war vorgezeichnet, dass Derenburg bis zur Wiedervereinigung beider deutscher Staaten zur DDR gehörte. 1968 wurde der Zugverkehr eingestellt und die Gleisanlagen mit der Zeit demontiert. 1987 feierte Derenburg sein 1050. Jahr des Bestehens. Zu diesem Anlass gab der Kulturbund der DDR eine Medaille heraus mit der Abbildung des Rathauses von 1425.

### Ab 2000
Am 1. Januar 2010 wurde die bis dahin selbstständige Stadt Derenburg zusammen mit den Gemeinden Heimburg, Hüttenrode, Wienrode, Timmenrode und Cattenstedt in die Stadt Blankenburg (Harz) eingemeindet.
Am 1. Juli 2014 ist das neue Kommunalverfassungsgesetz des Landes Sachsen-Anhalt in Kraft getreten. In dessen §14 (2) wird den Gemeinden die Möglichkeit gegeben, den Ortsteilen, die vor der Eingemeindung Städte waren, diese Bezeichnung zuzuerkennen. Die Stadt Blankenburg (Harz) hat von dieser Regelung Gebrauch gemacht. Ihre geänderte Hauptsatzung ist mit Wirkung vom 13. Januar 2017 in Kraft getreten. Im §15 (1) werden die Ortschaften mit ihren amtlichen Namen aufgeführt.

## Politik
Ortsbürgermeister ist Burghard Hein, sein Stellvertreter ist André Salomon.

### Partnerschaft
Derenburg unterhält eine Partnerschaft mit Schladen in Niedersachsen. Besonderen Anteil an der Partnerschaft haben die Freiwilligen Feuerwehren von Derenburg und Schladen. Sie haben im Jahr 2010 ihre 20-jährige Partnerschaft gefeiert.

### Wappen und Flagge

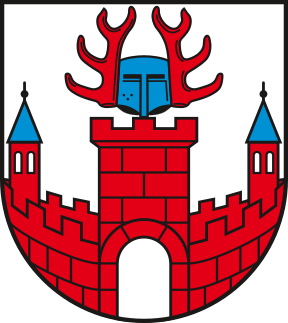
Wappen von Derenburg

Das Wappen wurde am 30. August 1996 durch das Regierungspräsidium Magdeburg genehmigt.
Blasonierung: „In Silber eine rote Burg mit zweifacher gezinnter Mauer, breiterem gezinnten Torturm und zwei Seitentürmen mit blauen Spitzdächern und schwarzen Knäufen, auf den Zinnen des Torturms ein blauer Helm, beidseitig mit einer vierendigen roten Hirschstange.“
Auf einem Stadtsiegel (ca. 1350) ist ein Mittelturm mit beidseitigen, zwei hintereinanderstehenden Zinnenmauern zu sehen. Neben dem Mittelturm steht jeweils ein Seitenturm mit zwei Fenstern und Spitzdach. Noch heute existiert ein Teil der Stadtmauer und auch Straßennamen zeugen von einem Vorhandensein dieser Stadtmauer (Ober-, Unter- und Mittlere Mauerstraße). Die Stadt konnte man durch drei Stadttore passieren (Halberstädter, Wichhäuser und Wernigeröder Tor).
Um sein Land vor weiteren Hunneneinfällen schützen zu können, ließ König Heinrich I. im ganzen Sachsenland feste Burgen errichten. So entstand, wahrscheinlich auf dem Gelände der heutigen Trinitatiskirche, die erste Burg des Ortes. Um diese Burg auch schützen und bewachen zu können, musste auf königlichen Befehl jeder neunte Mann aus den umliegenden Ortschaften als Besatzungen übersiedeln und die zurückgebliebene Bevölkerung musste die Burgmannschaft ernähren.
935 erhielt der Graf Hans von Blankenburg, auf dem Reichstag zu Magdeburg, für besonders treue Dienste von König Heinrich I. die Derenburg als Lehen. 1009 übereignete König Heinrich II. den Ort nebst Königshof dem Stift Gandersheim. Im Jahre 1158 starb Graf Poppo von Blankenburg, der zwei Söhne, Siegfried und Konrad, hinterließ. Diese teilten sich die Erbschaft, Siegfried erhielt Blankenburg und Konrad die Burg Regenstein mit Derenburg. Bisher war das Wappen der Blankenburger Grafen eine schwarze vierendige Hirschstange, nach der Teilung behielt Blankenburg die vierendige Hirschstange in schwarz und Regenstein/Derenburg erhielt Dieselbe in Rot. Der Topfhelm mit den Hirschstangen stellt das Hoheitsrecht der Grafen von Regenstein über Derenburg dar.
Das Wappen wurde von der Magdeburger Heraldikerin Erika Fiedler gestaltet.
Die Flagge ist Rot - Weiß (1:1) gestreift mit dem aufgelegten Stadtwappen.

## Wirtschaft
Die Wirtschaft Derenburgs ist in der heutigen Zeit auf den Tourismus (in der Entwicklung), kleine und mittelständische Betriebe sowie die Landwirtschaft konzentriert. Der größte mittelständische Betrieb ist die Glasmanufaktur „Harzkristall“ vor den Toren Derenburgs. Weitere Arbeitgeber sind die landwirtschaftlichen Betriebe des Ortes sowie das Hotel Schlossvilla Derenburg.
Daneben gab es in der Vergangenheit noch die Konservenfabrik, welche aber in den Jahren nach dem Beitritt der DDR zur Bundesrepublik aus wirtschaftlichen Gründen geschlossen wurde.

## Verkehr

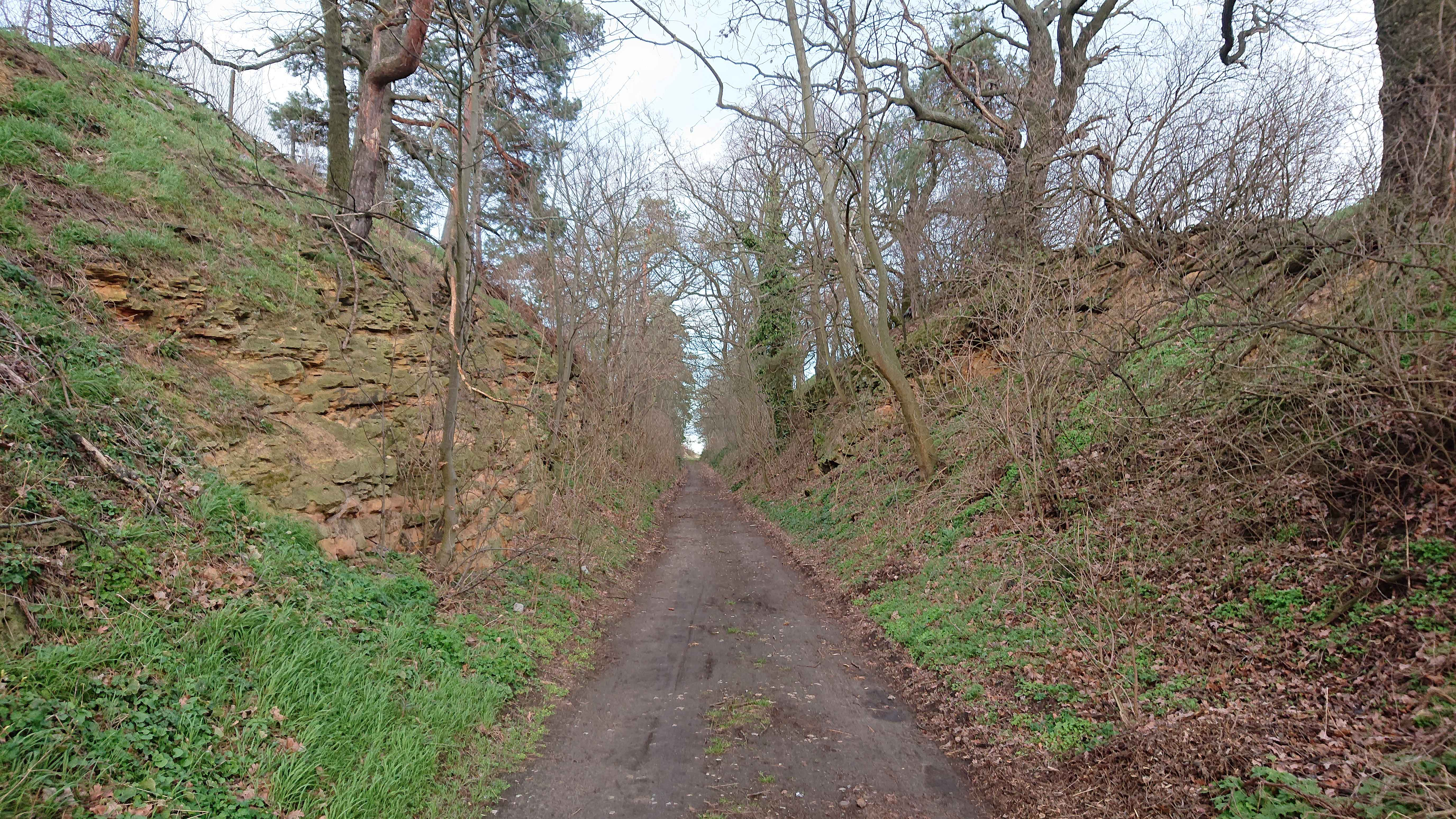
Bahneinschnitt bei Derenburg

Derenburg ist aus Richtung Halberstadt (10 km) über die Bundesstraße 81 und anschließend die Landstraße L 82 zu erreichen, welche auch weiter bis nach Wernigerode (10 km) führt. Weiterhin bestehen direkte Straßenverbindungen nach Heudeber, Danstedt (L 84), Blankenburg (Harz) sowie zum Schachdorf Ströbeck. Vor den Toren Wernigerodes wurde im Zuge des Straßenverkehrswegeplans die B6n (inzwischen Bundesautobahn 36) gebaut, über die man die Städte Goslar, Braunschweig, Aschersleben oder Bernburg erreichen kann.
Durch die Harzer Verkehrsbetriebe bestehen Busverbindungen von und nach Wernigerode, Blankenburg und Halberstadt. Bis zur Einstellung des Personenverkehrs 1968 war Derenburg außerdem über die Bahnstrecke Langenstein–Minsleben an das Eisenbahnnetz angeschlossen.

## Sehenswürdigkeiten

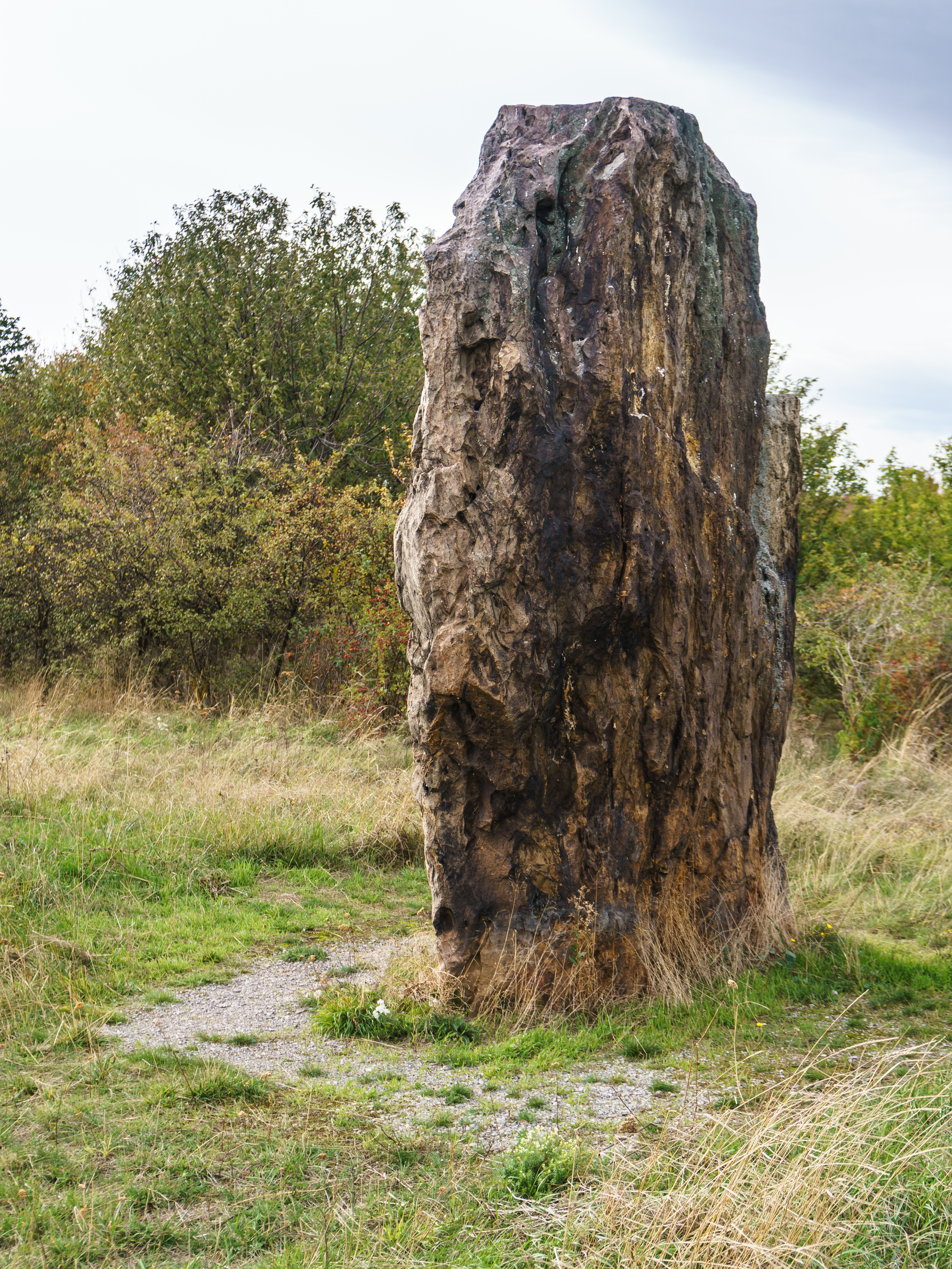
Menhir von Derenburg

- Kirche St. Trinitatis mit Westwerk und Ladegast-Orgel
- Heimatstube
- der Tyrstein
- Menhir von Derenburg

## Sonstiges
Früher wurde in der Region (auch in der Magdeburger Börde) die Weizensorte Derenburger Silberweizen angebaut. In guten Jahren wurden vier Tonnen Weizen je Hektar geerntet, was damals überdurchschnittlich viel war. Heute (2020) gibt es Weizensorten mit dem doppelten Ertrag.

## Museen
Von 2015 bis 2017 bestand das Indianermuseum Derenburg.
Die Glasmanufaktur Harzkristall bietet regelmäßige Führungen an.

## Söhne und Töchter der Stadt
- Michael von Derenburg (*15. Jh.  in Derenburg–1549), brandenburgischer Hoffaktor
- Christian Friedrich Schrader (1739–1816), Botaniker, Romanist und Lexikograf
- Friedrich August Göttling (1753–1809), Philosoph und Chemiker
- Bruno Faass (1882–1951), Bibliothekar
- Friedrich Wilhelm Fischer-Derenburg (1882–1973), Maler
- Martin Schubert (1896–1964), Dermatologe und Hochschullehrer
- Kurt Helbig (1919–1996), Gewerkschafter und Politiker
- Udo Rönnecke (* 1947), Politiker (CDU)